# Young Love (låt av Jedward)
Young Love är en singel av den irländska popduon Jedward från deras album med samma namn. Den släppes worldwide som digital nerladdning den 15 juni.
Den 24 april lades en 30 sekunders snippet av låten upp på duons officiella youtube-kanal. Singelns cover avslöjades den 11 juni på duons officiella facebook sida. Låten spelades för första gången upp på den irländska radiostationen Galway Bay FM den 12 juni.
Den 13 juni lade duon upp den officiella musikvideo till Young Love som filmades den 12 juni på Olymipa teatern i Dublin, Irland, och de regisserade allt själva och redigerade den även sedan själva.
Låten släpptes på itunes kl. 1:00 den 15 juni i Sverige, och knappt en timme efter den hade släppts hamnade den på en 23:e plats på itunes topplista över mest nerladdade låtar. Och senare under dagen klättrade den högre och högre på listorna och 13 timmar efter den hade släpps nådde den 1:a plats på både listan över mest nerladdade låtar och där stannade den i några dagar.